# Bachia cacerensis
Bachia cacerensis (каресіська бахія) — вид ящірок родини гімнофтальмових (Gymnophthalmidae). Ендемік Бразилії.

## Поширення і екологія
Каресіські бахії відомі з типової місцевості, розташованої в муніципалітеті Касеріс  на південному сході Мату-Гросу. Вони живуть у перехідній зоні між сезонними напівлистяними лісами і саванами серрадо. Ведуть риючий спосіб життя, живляться комахами.